# Soajo
Soajo es una freguesia portuguesa del concelho de Arcos de Valdevez, con 59,1 km² de superficie y 670 habitantes (2021). Su densidad de población es de 11,3 hab/km².

## Historia
La primera mención de Soajo aparece en un documento notarial del año 950. Soajo fue se de concelho entre 1514 y mediados del siglo XIX. Por decreto de 12 de junio de 2009 fue elevada a la categoría administrativa de vila.
Soajo ha sufrido un acusado proceso de despoblación: en 1849 tenía 3159 habitantes y en 2001 mantenía 1159.

## Patrimonio
En el patrimonio histórico-artístico de Soajo destaca el rústico y peculiar pelourinho, símbolo de su antigua categoría concejil, que muestra esculpido en lo alto del fuste un rostro humano y se corona con una piedra triangular.
Abundan los espigueiros, es decir, hórreos, muy similares a los gallegos.

## Galería

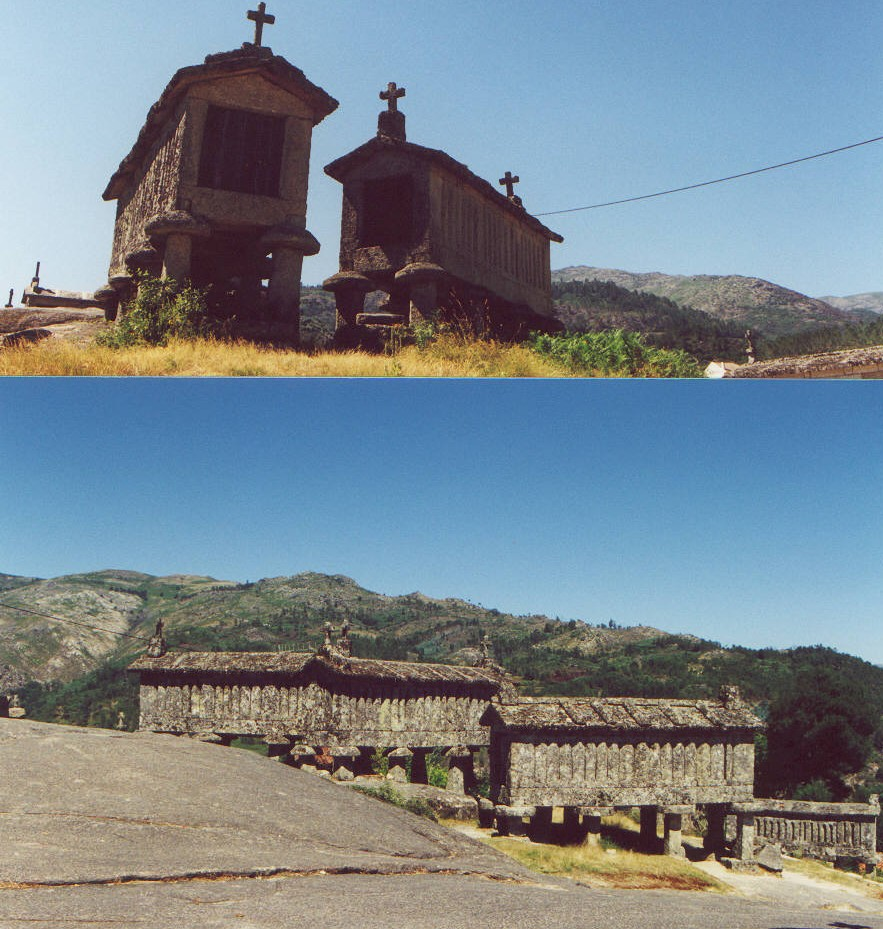
Espigueiros de Soajo